# Gerald Howarth
Pour les articles homonymes, voir Howarth.
James Gerald Douglas Howarth, né le 12 septembre 1947, connu sous le nom de Gerald Howarth, est un homme politique britannique du Parti conservateur. Il est député d'Aldershot de 1997 à 2017, après avoir été député de Cannock et Burntwood de 1983 à 1992. 

## Biographie
Fils de James et Mary Howarth, il fait ses études à la Bloxham School et à l'Université de Southampton (BA Hons). Il épouse Elizabeth Jane (née Squibb) en 1973; le couple a deux fils et une fille. 
Howarth rejoint le parti conservateur en 1964. 
Howarth est élu pour la première fois dans la circonscription de Cannock et Burntwood lors de la victoire des conservateurs aux élections générales de 1983. 